# German Economic Review
Das German Economic Review (GER) ist eine viermal jährlich erscheinende wissenschaftliche Zeitschrift zu volkswirtschaftlichen Themen. Sie wird seit 2020 vom Wissenschaftsverlag De Gruyter herausgegeben im Auftrag des Vereins für Socialpolitik herausgegeben. Zuvor publizierte John Wiley & Sons die Fachzeitschrift seit ihrer Erstausgabe.
Die German Economic Review verfügt über einen Impact Factor (2020: 0.934) und zählt zu den renommiertesten wirtschaftswissenschaftlichen Fachzeitschriften, die im deutschen Sprachraum publiziert werden.

## Geschichte
Das GER wurde erstmals 2000 herausgegeben. Derzeitige Herausgeber sind Peter Egger, Almut Balleer, Jesus Crespo-Cuaresma, Mario Larch, Aderonke Osikominu, Georg Wamser und Christine Zulehner. Der Verein gibt darüber hinaus die deutschsprachige Zeitschrift Perspektiven der Wirtschaftspolitik heraus.